# Les Enquêtes du commissaire Maigret
Ne doit pas être confondu avec Maigret (série télévisée, 1991).
Pour les articles homonymes, voir Maigret (homonymie).
Les Enquêtes du commissaire Maigret est une série télévisée française en 88 épisodes, dont 18 en noir et blanc, d'une durée moyenne de 90 minutes, créée par Claude Barma et Jacques Rémy d'après l'œuvre de Georges Simenon, dont c'est la première adaptation française pour la télévision. Elle est diffusée entre le 14 octobre 1967 et le 2 mars 1972 sur la première chaîne de l'ORTF, puis, entre le 20 juillet 1972 et le 10 juin 1990 sur la Deuxième chaîne de l'ORTF puis Antenne 2. Elle est rediffusée en 1987 sur La Cinq, puis du 6 juillet 1996 au 30 décembre 1998 sur La Cinquième.
L'intégralité de la série est disponible sur la plateforme « Madelen » de l'INA.

## Synopsis
Cette série met en scène les enquêtes du célèbre commissaire fumeur de pipe imaginé par Georges Simenon. Particularité : les épisodes sont filmés en situation contemporaine du tournage, avec scènes de rue en extérieur, en décors réels (au contraire des Maigret interprétés par Bruno Cremer, filmés, eux, en décors reconstitués « années 1950 »). Le générique présente chacun de ces épisodes non comme un téléfilm, mais comme une « émission ».

## Distribution
- Jean Richard : commissaire Jules Maigret (1967-1990)
- François Cadet : inspecteur Lucas (1967-1990)
- Christian Rémy : inspecteur Janvier (1967-1968)
- Jean-François Devaux : inspecteur Janvier (1971-1982)
- Philippe Nahon : inspecteur Janvier (Maigret se défend - 1977)
- Jean-Pierre Maurin : inspecteur Janvier (1982-1990)
- André Penvern : inspecteur Castaing
- Maurice Coussonneau : inspecteur Jourdan (1967-1968) puis inspecteur Lapointe (1975-1977)
- Alberto Simono : inspecteur Lapointe (Maigret aux assises - 1971)
- Alain Doutey : inspecteur Lapointe (L'Amie de madame Maigret - 1977)
- Jean-Claude Dauphin : inspecteur Lapointe (1979-1981)
- Xavier Guittet : inspecteur Lapointe (Maigret se défend - 1984)
- Jean Lanier : le directeur de la PJ(1967-1983)
- Nono Zammit : le directeur de la PJ(1982-1984)
- Fernand Berset : le directeur de la PJ (Maigret se défend - 1984)
- Alain Halle-Halle : le directeur de la PJ (Le Revolver de Maigret - 1985)
- François Maistre : le directeur de la PJ (Un échec de Maigret - 1987)
- Marcel Guy : le directeur de la PJ (Maigret au Picratt's - 1985)
- Jean Périmony : le directeur de la PJ (Maigret chez le ministre - 1988)
- Jean Négroni : le directeur de la PJ(1988)
- Michel Beaune : le directeur de la PJ (Stan le tueur - 1990)
- Micheline Francey : madame Maigret (1968)
- Dominique Blanchar : madame Maigret (1970-1972)
- Annick Tanguy : madame Maigret (1977-1990)
- Maurice Gautier : inspecteur Torrence(1967-1978)
- Michel Derain : inspecteur Torrence(1982-1990)
- Jean Michaud : le juge Coméliau (Cécile est morte - 1967)
- Jacques Lalande : le juge Coméliau (Maigret et son mort - 1970)
- Gabriel Cattand : le juge Coméliau (Maigret et le corps sans tête - 1974)
- Maxence Mailfort : le juge Coméliau(1977-1981)
- Denis Manuel : le juge Coméliau(1983-1984)
- André Valardy : le juge Coméliau(1988)
- Jean-Michel Molé : l'inspecteur Lognon (Maigret et le fantôme - 1971)
- Bernard Lajarrige : l'inspecteur Lognon (Maigret et la jeune morte - 1973) / (Maigret, Lognon et les gangsters - 1977)
- Jacques Rispal : l'inspecteur Lognon (Maigret au Picratt’s - 1985)
- Henri Virlojeux : l'inspecteur Lognon dans (Maigret et l’inspecteur malgracieux - 1988).

## Musique
La musique du générique a été confiée à Raymond Bernard, (un musicien à ne pas confondre avec son homonyme, réalisateur du film Les croix de bois). Cette musique est son œuvre la plus connue. Ce compositeur est aussi connu pour avoir accompagné les chanteurs Serge Reggiani et Gilbert Bécaud.

## Épisodes

### Première saison (1967)
1. [1] - Cécile est morte, d'après le roman éponyme de 1942.
2. [2] - La Tête d'un homme (1re version), épisode fondé sur le roman éponyme de 1931.

### Deuxième saison (1968)
1. [3] - Le Chien jaune (1re version), épisode fondé sur le roman éponyme de 1931.
2. [4] - Signé Picpus, d'après le roman éponyme de 1944.
3. [5] - L'Inspecteur Cadavre, d'après le roman éponyme de 1944.
4. [6] - Félicie est là, d'après le roman éponyme de 1944.

### Troisième saison (1969)
1. [7] - La Maison du juge, d'après le roman éponyme de 1942.
2. [8] - L'Ombre chinoise, d'après le roman éponyme de 1932.
3. [9] - La Nuit du carrefour (1re version) épisode fondé sur le roman éponyme de 1931.

### Quatrième saison (1970)
1. [10] - L'Écluse N°1, d'après le roman éponyme de 1933.
2. [11] - Maigret et son mort, d'après le roman éponyme de 1948.
3. [12] - Maigret, d'après le roman éponyme de 1934.

### Cinquième saison (1971)
1. [13] - Maigret à l'école, d'après le roman éponyme de 1954.
2. [14] - Maigret en vacances, d'après le roman de 1948, Les vacances de Maigret.
3. [15] - Maigret et le Fantôme, d'après le roman éponyme de 1964.
4. [16] - Maigret aux assises, d'après le roman éponyme de 1960.

### Sixième saison (1972)
1. [17] - Le Port des brumes, d'après le roman éponyme de 1932.
2. [18] - Maigret se fâche, d'après le roman éponyme de 1947.
3. [19] - Pietr le Letton[4], d'après le roman éponyme de 1931.
4. [20] - Maigret en meublé, d'après le roman éponyme de 1951.

### Septième saison (1973)
1. [21] - Mon ami Maigret, d'après le roman éponyme de 1949.
2. [22] - Maigret et l'Homme du banc, d'après le roman éponyme de 1953.
3. [23] - Maigret et la Jeune Morte, d'après le roman éponyme de 1954.

### Huitième saison (1974)
1. [24] - Maigret et le Corps sans tête, d'après le roman éponyme de 1955.
2. [25] - Maigret et la Grande Perche, d'après le roman éponyme de 1951.

### Neuvième saison (1975)
1. [26] - La Folle de Maigret, d'après le roman éponyme de 1970.
2. [27] - La Guinguette à deux sous, d'après le roman éponyme de 1931.
3. [28] - Maigret hésite, d'après le roman éponyme de 1968.

### Dixième saison (1976)
1. [29] - Maigret a peur, d'après le roman éponyme de 1953.
2. [30] - Un crime en Hollande, d'après le roman éponyme de 1931.
3. [31] - Maigret chez les Flamands, d'après le roman Chez les Flamands publié en 1932.
4. [32] - Les Scrupules de Maigret, d'après le roman éponyme de 1958.

### Onzième saison (1977)
1. [33] - Maigret, Lognon et les Gangsters, d'après le roman éponyme de 1952.
2. [34] - Maigret et Monsieur Charles, d'après le roman éponyme de 1972.
3. [35] - L'Amie de madame Maigret, d'après le roman éponyme de 1950.
4. [36] - Au rendez-vous des Terre-Neuvas, d'après le roman éponyme de 1931.

### Douzième saison (1978)
1. [37] - Maigret et le Marchand de vin, d'après le roman éponyme de 1970.
2. [38] - Maigret et les Témoins récalcitrants, d'après le roman éponyme de 1959.
3. [39] - Maigret et le Tueur, d'après le roman éponyme de 1969.
4. [40] - Maigret et l'Affaire Nahour, d'après le roman éponyme de 1966.

### Treizième saison (1979)
1. [41] - Liberty Bar, d'après le roman éponyme de 1932.
2. [42] - Maigret et le Fou de Bergerac, d'après le roman Le Fou de Bergerac publié en 1932.
3. [43] - Maigret et l'Indicateur, d'après le roman éponyme de 1971.
4. [44] - Maigret et la Dame d'Étretat, d'après le roman Maigret et la Vieille Dame publié en 1950.

### Quatorzième saison (1980)
1. [45] - L'Affaire Saint-Fiacre, d'après le roman éponyme de 1932.
2. [46] - Le Charretier de la Providence, d'après le roman éponyme de 1931.
3. [47] - Maigret et l'Ambassadeur, d'après le roman Maigret et les Vieillards publié en 1960.

### Quinzième saison (1981)
1. [48] - Le Pendu de Saint-Pholien, d'après le roman éponyme de 1931.
2. [49] - Maigret en Arizona, d'après le roman Maigret chez le coroner publié en 1949.
3. [50] - Une confidence de Maigret, d'après le roman éponyme de 1959.
4. [51] - La Danseuse du Gai-Moulin, d'après le roman éponyme de 1931.
5. [52] - Maigret se trompe, d'après le roman éponyme de 1953.

### Seizième saison (1982)
1. [53] - Le Voleur de Maigret, d'après le roman éponyme de 1967.
2. [54] - Maigret et l'Homme tout seul, d'après le roman éponyme de 1971.
3. [55] - Maigret et les Braves Gens, d'après le roman éponyme de 1962.
4. [56] - Maigret et le Clochard, d'après le roman éponyme de 1963.

### Dix-septième saison (1983)
1. [57] - La Colère de Maigret, d'après le roman éponyme de 1963.
2. [58] - Maigret s'amuse, d'après le roman éponyme de 1957.Avec Robert Rondo (Lassagne), Cassandre Hornez (Martine), André Dumas (Professeur Jave), Paul Bisciglia (le journaliste), Marie Bunel (une jeune fille), Pierre Decazes (Yves Le Guerec), Martin Trévières (Docteur Pardon), Frédéric van den Driessche (Négrel).
3. [59] - La Tête d'un homme (2e version), d'après le roman éponyme de 1931.
4. [60] - Un Noël de Maigret, d'après la  nouvelle éponyme de 1950.

### Dix-Huitième saison (1984)
1. [61] - L'Ami d'enfance de Maigret, d'après le roman éponyme de 1968.
2. [62] - Maigret se défend, d'après le roman éponyme de 1964.
3. [63] - La Patience de Maigret, d'après le roman éponyme de 1965.
4. [64] - Maigret à Vichy, d'après le roman éponyme de 1968.
5. [65] - La Nuit du carrefour (2e version), d'après le  roman éponyme de 1931.

### Dix-neuvième saison (1985)
1. [66] - Le Client du samedi, d'après le roman Maigret et le Client du samedi publié en 1962.
2. [67] - Le Revolver de Maigret, d'après le roman éponyme de 1952.
3. [68] - Maigret au Picratt's, d'après le roman éponyme de 1951.

### Vingtième saison (1987)
1. [69] - Maigret chez le ministre, d'après le roman éponyme de 1954.
2. [70] - Un échec de Maigret, d'après le roman éponyme de 1956.
3. [71] - Maigret voyage, d'après le roman éponyme de 1957.
4. [72] - Monsieur Gallet, décédé, d'après le roman éponyme de 1931.
5. [73] - Les Caves du Majestic, d'après le roman éponyme de 1942.

### Vingt-et-unième saison (1988)
1. [74] - La Pipe de Maigret, d'après la nouvelle éponyme de 1947.
2. [75] - Maigret et la Vieille Dame de Bayeux, d'après la nouvelle La Vieille Dame de Bayeux publiée en 1939.
3. [76] - Le Chien jaune (2e version), d'après le  roman éponyme de 1931.
4. [77] - Le Notaire de Châteauneuf, d'après la nouvelle éponyme de 1938.
5. [78] - Maigret et le Témoignage de l'enfant de chœur, d'après la nouvelle Le Témoignage de l'enfant de chœur publiée en 1947.
6. [79] - Maigret et l'Inspecteur malgracieux, d'après la nouvelle éponyme de 1947.
7. [80] - La Morte qui assassina, d'après la nouvelle Le Client le plus obstiné du monde publiée en 1947.
8. [81] - Maigret et le Voleur paresseux, d'après le roman éponyme de 1961.
9. [82] - Maigret et l'Homme dans la rue, d'après la nouvelle L'Homme dans la rue publiée en 1940.

### Vingt-deuxième saison (1989)
1. [83] - Tempête sur la Manche, d'après la nouvelle éponyme de 1938.
2. [84] - L'Amoureux de madame Maigret, d'après la nouvelle éponyme de 1939.
3. [85] - L'Auberge aux noyés, d'après la nouvelle éponyme de 1938.
4. [86] - Jeumont, 51 minutes d'arrêt !, d'après la nouvelle éponyme de 1936.

### Vingt-troisième saison (1990)
1. [87] - Stan le tueur, d'après la nouvelle éponyme de 1938.
2. [88] - Maigret à New-York, d'après le roman éponyme de 1947.

## Autour de la série
Dans cette série, trois romans font chacun l'objet de deux adaptations : La Tête d'un homme (saison 1 en 1967, saison 17 en 1983), Le Chien jaune (saison 2 en 1968, saison 21 en 1988) et La Nuit du carrefour (saison 3, en 1969, saison 18 en 1984).

### Adaptations antérieures
Cette adaptation des enquêtes de Maigret n'est pas la première. En effet, une émission radiophonique, coproduction Programmes de France/Pierre Bellemare, avec pour réalisateur Jean Maurel et des textes adaptés par Jean-Paul Rouland, est diffusée de septembre 1962 à mars 1963. Et deux séries télévisées voient le jour au Royaume-Uni et en Italie :
- la série britannique, intitulée Maigret, compte 52 épisodes de 50 minutes, en noir et blanc, qui sont diffusés du 31 octobre 1960 au 24 décembre 1963 sur la BBC. Maigret y est interprété par Rupert Davies ;
- la série italienne, intitulée Le inchieste del commissario Maigret, compte 16 épisodes de 90 minutes qui sont diffusés du 27 décembre 1964 au 16 septembre 1972 sur la Rai Uno puis sur la Rai Due. Maigret y est interprété par Gino Cervi, le célèbre Peppone de la série des Don Camillo.

### Rôles secondaires
Annick Tanguy, qui endosse le rôle de madame Maigret de 1977 à 1990 est la véritable femme de Jean Richard. C'est sur une idée de Claude Barma qu'elle remplace Dominique Blanchar qui jusqu'à cette date interprète ce rôle, mais n'est plus disponible pour le prochain tournage. Le rôle est tenu en 1968 dans le quatrième épisode par Micheline Francey, décédée le 1er janvier 1969.
Parmi les autres acteurs célèbres qui font des apparitions dans la série, on peut citer :
- Jean-Pierre Bacri dans Maigret et le Tueur (Mila) en 1978 ;
- Christian Barbier dans L'Inspecteur Cadavre (Étienne Naud) en 1968 ;
- Michel Blanc dans Maigret et l'Indicateur (La Puce) en 1979 et Le Pendu de Saint-Pholien (Belloir) en 1981 ;
- Valérie Bonnier dans La Guinguette à deux sous en 1975,
- Patrick Bouchitey dans Le Pendu de Saint-Pholien (Jeunet) en 1981 ;
- Patrick Bruel dans Maigret se trompe (Louis) en 1981 ;
- Jean-Pierre Castaldi (le grand Marcel) dans La Folle de Maigret en 1975, Maigret et le Fou de Bergerac (le commissaire local) en 1979, Maigret et l'Indicateur (Manuel Bozzi) en 1979, Une confidence de Maigret (Greuter) en 1981 et L'Auberge aux noyés (Lecoin) en 1989 ;
- Daniel Ceccaldi dans Maigret se fâche (Ernest Malik) en 1972 ;
- Jacques Dacqmine dans L'Ami d'enfance de Maigret (Victor Lamotte) en 1984 ;
- Jean-Pierre Darras dans L'Ami d'enfance de Maigret (Florentin) en 1984 ;
- Gérard Depardieu dans l'épisode Mon ami Maigret en 1973, soit un an avant qu'il connaisse un succès avec Les Valseuses ;
- André Dussollier dans Maigret aux assises (le journaliste) en 1971 ;
- Jacques Duby dans Maigret et le Fou de Bergerac (Duhourceau) en 1979 et Le Client du samedi (Planchon) en 1985 ;
- Jacques Dumesnil dans Maigret et l'Ambassadeur (Saint-Hilaire) en 1980 ;
- André Falcon dans Maigret hésite (Germain Parendon) en 1975 et Maigret et l'Ambassadeur (Alain Mazeron) en 1980 ;
- Michel Galabru dans La Nuit du carrefour (Michonnet) en 1984 ;
- Daniel Gélin dans Maigret et le Clochard (François Keller) en 1982 ;
- Roland Giraud dans Maigret et les Témoins récalcitrants (Sainval) en 1978 ;
- Jess Hahn dans Maigret en Arizona (Harry Cole) en 1981 ;
- Jean-Pierre Kalfon dans La Patience de Maigret (Barillard) en 1984 ;
- Valérie Lagrange dans Les scrupules de Maigret  (Gisèle) en 1976 ;
- Robert Manuel dans Maigret se défend et La Patience de Maigret (Palmari) en 1984 ;
- Jacques Morel dans Maigret et la Grande Perche (Guillaume Serre) en 1974 ;
- Georges Marchal dans Maigret se trompe (Gouin) en 1981 ;
- Rufus dans Maigret et le Voleur paresseux (l'inspecteur Fumel) en 1988 ;
- Jean Topart dans Maigret et les Témoins récalcitrants (Armand Lachaume) en 1978 ;
- Guy Tréjan dans Maigret chez le ministre (Auguste Point) en 1987 ;
- Frédéric van den Driessche dans Maigret s'amuse (Gilbert Négrel) en 1983 ;
- Karin Viard et  Bruno Wolkowitch  dans L'Auberge aux noyés de Jean-Paul Sassy en 1989 ;
- Michel Vitold dans Maigret et l'Enfant de chœur (le juge Mougin) en 1988 ;
- Katia Tchenko dans  L'Écluse N°1 :  (Aline Gassin) en  1970

### Jean Richard rencontre Georges Simenon
En février 1967, la télévision française annonce la création de la série et une rencontre entre Jean Richard et Georges Simenon est organisée dans la maison de celui-ci, à Épalinges, en Suisse. En voyant Jean Richard, Georges Simenon s'écrie : « Bravo ! vous tenez votre pipe comme quelqu'un qui a l'habitude. Ce n'est pas comme Gabin, on voyait à quinze mètres que ce n'était pas un vrai fumeur de pipe ! La vôtre est pourtant mal équilibrée, elle ne vous va pas très bien. Tenez, je vous offre ces deux-là. Ce seront les pipes de Maigret. Vous savez qu'il doit toujours en avoir deux sur lui. » Et il ajoute « J'espère qu'on va vous trouver une petite Mme Maigret bien dodue. Attention ! Il est tendre avec sa femme, Maigret. Mais il ne l'embrasse pas, il lui donne simplement une petite tape sur les fesses. »